# Dendral
Dendral (Interpreta la estructura molecular) es el nombre de un sistema experto desarrollado por Edward Feigenbaum y otros programadores en la Universidad de Stanford, a mediados de la década de 1960. Su desarrollo duró diez años, (1965 a 1975).

## Características
Fue el primer sistema experto en ser utilizado para propósitos reales, al margen de la investigación computacional, y durante aproximadamente 10 años, el sistema tuvo cierto éxito entre químicos y biólogos, ya que facilitaba enormemente la inferencia de estructuras moleculares, dominio en el que Dendral estaba especializado. 
Inicialmente escrito en Lisp, su filosofía de trabajo se aleja de las estructuras clásicas de los sistemas expertos más típicos (como Mycin o XCon), ya que su implementación no separaba de forma explícita el conocimiento del motor de inferencia. Sin embargo, pronto se convirtió en uno de los modelos a seguir por muchos de los programadores de sistemas expertos de la época.